# Wie hätten Sie’s denn gern?
Wie hätten Sie’s denn gern? ist eine 1982 entstandene deutsche Filmkomödie von Rolf von Sydow mit Robert Atzorn, Jutta Speidel und Horst Janson in den Hauptrollen.

## Handlung
Olaf arbeitet als Drehbuchautor und brütet gerade über ein neues Manuskript, was bedeutet, dass seine Frau, die Ärztin Julia, demnächst ziemlich zu kurz kommen wird. Das ist der jungen Blondine gar nicht so unrecht, denn sie will unbedingt zu einer Reise aufbrechen. Als Strohwitwer allein zuhaus, wird dem Autor allerdings bald recht langweilig, und so beschließt Olaf das, was er sonst als spannende Geschichte aufs Papier bannt, einmal selbst zu erleben: Live und in Farbe und vor allem ganz real. Warum also nicht einmal über die Stränge schlagen und die Gelegenheit der neu gewonnenen Freiräume nutzen?
Sein „wilder“ Lebenswandel beinhaltet einige mehr oder weniger harmlose Eskapaden, über die Julia, die, den Gesetzen dieses Filmgenres entsprechend, früher als angenommen zurückkehrt, überhaupt nicht lustig findet. Bald vermutet sie schlimmste Grenzübertretungen (erotischer Natur) seitens ihres Mannes, und so beschließt Julia, es ihrem Mann gleich heimzuzahlen, in dem sie ganz offen mit ihrer Reisebekanntschaft Jack anbandelt. Was sie jedoch nicht ahnt: in derjenigen Nacht, bei der Julia glaubte, dass Olaf etwas mit dem Callgirl Nelly hatte, saß er in Wahrheit hinter schwedischen Gardinen. Es folgen diverse weitere Missverständnisse, ehe selbige im turbulenten Finale aufgelöst werden und die Liebenden wieder zueinander finden.

## Produktionsnotizen
Wie hätten Sie’s denn gern? wurde 1982 gedreht und lief am 22. April 1983 an.
Die Ausstattung lag in den Händen von Peter Rothe, die Kostüme entwarf Charlotte Flemming. Pyrotechniker Erwin Lange absolvierte hier seinen letzten Job beim Film; er starb noch im selben Jahr.

## Kritiken
„Horst Janson, den man wenig im Kino sieht, und sein Kollege Robert Atzorn scheinen sich im Genre der leichten Komödie recht wohl zu fühlen, wobei sie allerdings aufpassen müssen, daß ihnen die wandlungsfähige Jutta Speidel nicht die Schau stiehlt. Inspirieren zu diesem Verwechslungsspiel ließ sich Autor Manfred Purzer übrigens von der englischen Boulevard-Komödie ‚Bedside Manners‘, was soviel wie ‚Bettmanieren‘ heißt.“

„Eine Frau kehrt früher als erwartet von einer Reise zurück und findet ihren Mann mit einem Callgirl in der Wohnung vor – was ein Mißverständnis ist und ein turbulentes Verwirrspiel um Liebe, Eifersucht und schließliche Versöhnung in Gang setzt. Mit Sinn für Situationskomik inszeniertes Lustspiel.“

„Spielfreudige Darsteller, reichlich Situationskomik.“